# Eugenio Pizzuto
Eugenio Pizzuto Puga (* 13. Mai 2002 in San Luis Potosí) ist ein mexikanisch-italienischer Fußballspieler, der bei den UANL Tigres unter Vertrag steht.

## Karriere

### Verein
Pizzuto begann seine fußballerische Ausbildung in Australien bei Wellington Phoenix. 2017 wechselte er zurück in seine Heimat zum CF Pachuca in die U17 und anschließend in die U20. Am 22. Januar debütierte er im Achtelfinal-Hinspiel des Pokals gegen den Venados FC nach Einwechslung (1:1). Wenige Tage später (Clausura – 3. Spieltag) debütierte er in der Liga gegen Club León, als er in der 58. Minute für Franco Jara eingewechselt wurde. Dies waren jedoch seine einzigen beiden Einsätze für die Profis von Pachuca.
Im Sommer 2020 wechselte er in die Ligue 1 nach Frankreich zum OSC Lille. Für diese absolvierte er jedoch kein Profispiel, stand aber des Öfteren im Kader. Mitte Januar wurde sein Vertrag, ohne einen einzigen Einsatz bei Lille, aufgelöst. Noch im selben Monat schloss sich Pizzuto der zweiten Mannschaft von Sporting Braga an. Im Sommer 2023 kehrte er nach Mexiko zurück und schloss sich den UANL Tigres an.

### Nationalmannschaft
Pizzuto spielte bislang 12 Mal für die U17 Mexikos und machte dabei ein Tor. Mit dem Team wurde er bei der U17-WM 2019 Zweiter aufgrund einer Finalniederlage gegen Brasilien. Ein halbes Jahr zuvor gelang ihm zusammen mit seiner Mannschaft jedoch schon der Sieg der U17-Amerikameisterschaften, als man im Finale die USA nach Verlängerung schlug.

## Erfolge
- Vize-U17-Weltmeister: 2019
- U-17-Amerikameister: 2019
- Französischer Meister: 2021